# Lijst van voetbalinterlands Cookeilanden - Samoa
Deze lijst van voetbalinterlands geeft een overzicht van alle officiële voetbalinterlands tussen de nationale teams van de Cookeilanden en Samoa. De landen hebben tot nu toe acht keer tegen elkaar gespeeld. De eerste ontmoeting, een kwalificatiewedstrijd voor het Wereldkampioenschap voetbal 1998, werd gespeeld in Nuku'alofa (Tonga) op 13 november 1996. Het laatste duel, een kwalificatiewedstrijd voor de OFC Nations Cup 2024, vond plaats op 23 maart 2024 in Nuku'alofa (Tonga).

## Wedstrijden
| № | Plaats     | Datum            | Competitie                        | Wedstrijd            | Uitslag |
| - | ---------- | ---------------- | --------------------------------- | -------------------- | ------- |
| 1 | Nuku'alofa | 13 november 1996 | WK 1998 kwalificatie              | Samoa − Cookeilanden | 2 − 1   |
| 2 | Avarua     | 2 september 1998 | OFC Nations Cup 1998 kwalificatie | Cookeilanden − Samoa | 2 − 1   |
| 3 | Papeete    | 16 juni 2000     | OFC Nations Cup 2000 kwalificatie | Samoa − Cookeilanden | 2 − 3   |
| 4 | Auckland   | 5 mei 2004       | Vriendschappelijk                 | Cookeilanden − Samoa | 0 − 0   |
| 5 | Apia       | 22 november 2011 | WK 2014 kwalificatie              | Cookeilanden − Samoa | 2 − 3   |
| 6 | 'Ãtele     | 2 september 2015 | WK 2018 kwalificatie              | Cookeilanden − Samoa | 1 − 0   |
| 7 | Honiara    | 30 november 2023 | Pacifische Spelen 2023            | Samoa − Cookeilanden | 3 − 0   |
| 8 | Nuku'alofa | 23 maart 2024    | OFC Nations Cup 2024 kwalificatie | Samoa − Cookeilanden | 1 − 0   |

## Samenvatting
| Competitie                   | Totaal gespeeld | Winst Cookeilanden | Gelijk | Winst Samoa | Doelsaldo Cookeilanden – Samoa |
| ---------------------------- | --------------- | ------------------ | ------ | ----------- | ------------------------------ |
| WK-kwalificatie              | 3               | 1                  | 0      | 2           | 4 − 5                          |
| OFC Nations Cup-kwalificatie | 3               | 2                  | 0      | 1           | 5 − 4                          |
| Pacifische Spelen            | 1               | 0                  | 0      | 1           | 0 − 3                          |
| Vriendschappelijk            | 1               | 0                  | 1      | 0           | 0 − 0                          |
| Totaal                       | 8               | 3                  | 1      | 4           | 9 − 12                         |

CIFA · 
Cookeilands vrouwenelftal
Interlands
Tegenstander:
Amerikaans-Samoa ·
Australië ·
Fiji ·
Nieuw-Caledonië ·
Nieuw-Zeeland ·
Papoea-Nieuw-Guinea ·
Salomonseilanden ·
Samoa ·
Tahiti ·
Tonga ·
Vanuatu
FFS · 
A-internationals · 
Samoaans vrouwenelftal
1989 – 1999 · 
2000 – 2009 · 
2010 – 2019 ·
2020 − 2029
Amerikaans-Samoa ·
Australië ·
Cookeilanden ·
Fiji ·
Nieuw-Caledonië ·
Nieuw-Zeeland ·
Papoea-Nieuw-Guinea ·
Salomonseilanden ·
Tahiti ·
Tonga ·
Vanuatu